# ادهانور، تانجاوور
ادهانور، تانجاوور (به انگلیسی: Adhanur, Thanjavur) در هند است که در تامیل نادو واقع شده‌است.

## خصوصیات
ادهانور ۲٬۵۸۷ نفر جمعیت دارد.